# Łyszkowice (gmina)
Pour les articles homonymes, voir Łyszkowice.
Łyszkowice est une gmina (commune) rurale (gmina wiejska) du powiat de Łowicz, dans la Łódź, dans le centre de la Pologne.
Son siège administratif (chef-lieu) est le village de Łyszkowice, qui se situe environ 13 kilomètres au sud de Łowicz (siège du powiat) et 39 kilomètres au nord-est de la capitale régionale Łódź (capitale de la voïvodie).
La gmina couvre une superficie de 106,9 km2 pour une population de 6 931 habitants en 2006.

## Histoire
De 1975 à 1998, la gmina est attachée administrativement à la voïvodie de Skierniewice.

Depuis 1999, elle fait partie de la voïvodie de Łódź.

## Géographie
La gmina inclut les villages et localités de :
- Bobiecko
- Bobrowa
- Czatolin
- Gzinka
- Kalenice
- Kuczków
- Łagów
- Łyszkowice
- Łyszkowice-Kolonia
- Nowe Grudze
- Polesie
- Seligów
- Seroki
- Stachlew
- Stare Grudze
- Trzcianka
- Uchań Dolny
- Uchań Górny
- Wrzeczko
- Zakulin

### Gminy voisines
La gmina de Łyszkowice est voisine des gminy de:
- Dmosin
- Domaniewice
- Głowno
- Lipce Reymontowskie
- Łowicz
- Maków
- Nieborów
- Skierniewice

## Structure du terrain
D'après les données de 2007, la superficie de la commune de Łyszkowice est de 106,9 kilomètres carrés, répartis comme telle :
- terres agricoles : 78 %
- forêts : 16 %

La commune représente 10,86 % de la superficie du powiat.

## Démographie
Données du 31 décembre 2007 :
| Description        | Total  | Total | Femmes | Femmes | Hommes | Hommes |
| ------------------ | ------ | ----- | ------ | ------ | ------ | ------ |
| Unité              | Nombre | %     | Nombre | %      | Nombre | %      |
| Population         | 6 892  | 100   | 3 514  | 51     | 1 778  | 49     |
| Densité (hab./km²) | 64     | 64    | 33     | 33     | 31     | 31     |